# ماتياس اولسون
ماتياس اولسون هو ملحن ومنتج أسطوانات سويدي، ولد في 9 يناير 1975 في هونغ كونغ في الصين.

## وصلات خارجية
- ماتياس اولسون على موقع ميوزك برينز (الإنجليزية)
- ماتياس اولسون على موقع ديسكوغز (الإنجليزية)